# The JADE
The JADE（ザ・ジェイド）は、日本のヴォーカルグループ。黒田博、成田博之、高野二郎、樋口達哉により2008年夏に結成｡ 
2009年春、ファーストアルバム『手紙』でEMIミュージック・ジャパン（当時）からデビュー。2011年3月、DVD付きシングル『くじらのあくび』を発売。同年7月、セカンドアルバム『リヴァイブ』から発売時から、高田正人、北川辰彦がメンバーに加わり演目に合わせたメンバーで活動中。

## メンバー
- 黒田博 バリトン リーダー
- 成田博之 バリトン
- 高野二郎 テノール
- 樋口達哉 テノール
- 高田正人 テノール
- 北川辰彦 バスバリトン

## 略歴
- 2008年7月 グループ結成の記者発表。
- 2009年4月 アルバム『手紙』でCDデビュー。
- 2011年3月 ファーストシングル『くじらのあくび』発売。
- 2011年7月　セカンドアルバム『リヴァイブ』発売。

## 主なテレビ出演
- BSフジ「レシピ・アン〜音楽と料理de幸せのおもてなし〜」北川辰彦レギュラー出演（毎週水曜）

## ディスコグラフィー
- デビューアルバム「手紙」（2009年4月15日発売）

（「手紙」：TBS系「徳光和夫の感動再会"逢いたい"」エンディング・テーマ）
- ファーストシングル「くじらのあくび」DVD付き（2011年3月4日発売）

（「くじらのあくび」：NHKみんなのうた、2011年2月 - 3月）
- セカンドアルバム「リヴァイブ」（2011年7月21日発売）

（「リヴァイブ」：TBS系「ひるおび!」エンディング・テーマ）